# Lago Cobá
Die See von Cobá (spanisch Lago Cobá) ist ein See im Bundesstaat Quintana Roo in Mexiko, an dessen Ufer das namensgebende Dorf Cobá liegt.
Der fast umfänglich kreisrunde See liegt westlich der bekannten gleichnamigen Majastadt Cobá und ist von einem Schilfgürtel umgeben, in dem Krokodile leben. Östlich benachbart liegt der ähnlich große Lago Macanxoc.
Über einen Teil des Sees führt eine Seilrutsche.